# Гейманович Захар Йосипович
Гейманович Захар Йосипович (1884, Харків — 3 листопада 1948, Харків) — радянський нейрохірург. Брат О. Й. Геймановича.

## Біографія
Закінчив медичний факультет Харківського університету (1909). Працював лікарем у Харкові, Берліні та Ростові-на-Дону. У 1922 році заснував при Українському науково-дослідному психоневрологічному інституті у Харкові лабораторію експериментальної нейрохірургії, на базі якої у 1931 році було створено нейрохірургічну клініку, яку Гейманович очолював. Під час Другої світової війни був військовим лікарем.
Був нагороджений орденом Червоної Зірки, медалями.

## Праці
Праці Геймановича присвячені питанням топографічної анатомії центральної нервової системи, нейроонкології, усуненню болів хірургічним шляхом, боротьбі з гіперкінезами, пластичній хірургії тощо.